# Mistrzostwa Polski w Łyżwiarstwie Figurowym 2017
Mistrzostwa Polski w łyżwiarstwie figurowym 2017 – zawody mające na celu wyłonienie najlepszych łyżwiarzy figurowych w Polsce. W ramach mistrzostw Polski rozgrywano:
- Mistrzostwa Polski Seniorów, Mistrzostwa Polski Juniorów (pary taneczne) – 15–17 grudnia 2016 w Katowicach (Mistrzostwa Czterech Narodów),
- Mistrzostwa Polski Juniorów (soliści, solistki) – 26–28 stycznia 2017 w Krynicy-Zdroju,
- Mistrzostwa Polski Młodzików i Młodzieżowców – 24–26 marca 2017 w Opolu[1],
- Mistrzostwa Polski Novice – 8–10 marca 2017 w Łodzi.

## Wyniki

### Kategoria seniorów

#### Soliści
| Poz. | Zawodnik          | Klub                    | Nota łączna | SP | SP    | FS | FS     |
| ---- | ----------------- | ----------------------- | ----------- | -- | ----- | -- | ------ |
| 1    | Krzysztof Gała    | MKŁ Łódź                | 180,97      | 1  | 66,91 | 2  | 114,06 |
| 2    | Igor Rezniczenko  | GKS Stoczniowiec Gdańsk | 180,54      | 2  | 61,92 | 1  | 118,62 |
| 3    | Ryszard Gurtler   | UKŁF Ochota Warszawa    | 149,85      | 4  | 50,22 | 3  | 99,63  |
| 4    | Patrick Myzyk     | GKS Stoczniowiec Gdańsk | 142,67      | 3  | 58,05 | 5  | 84,62  |
| 5    | Łukasz Kędzierski | MKŁ Łódź                | 142,63      | 5  | 46,64 | 4  | 95,99  |
| 6    | Eryk Matysiak     | MKŁ Łódź                | 122,67      | 7  | 43,29 | 6  | 79,38  |
| 7    | Kamil Peteja      | UKŁ Spin Katowice       | 115,49      | 8  | 38,48 | 7  | 77,01  |
| 8    | Michał Woźniak    | UKŁ Spin Katowice       | 115,07      | 6  | 44,69 | 8  | 70,38  |
| 9    | Andrzej Siciński  | MKŁ Łódź                | 105,41      | 9  | 37,10 | 9  | 68,31  |

#### Solistki
| Poz. | Zawodniczka           | Klub                 | Nota łączna | SP | SP    | FS | FS    |
| ---- | --------------------- | -------------------- | ----------- | -- | ----- | -- | ----- |
| 1    | Elżbieta Gabryszak    |                      | 107,90      | 1  | 37,79 | 2  | 70,11 |
| 2    | Agnieszka Rejment     | MKS Axel Toruń       | 103,65      | 3  | 33,10 | 1  | 70,55 |
| 3    | Coco Colette Kaminski | FSA Warszawa         | 100,09      | 2  | 36,85 | 3  | 63,24 |
| 4    | Oliwia Rzepiel        | UKŁF Ochota Warszawa | 85,13       | 4  | 29,94 | 4  | 55,19 |

#### Pary taneczne
| Poz. | Zawodnicy                           | Klub                    | Nota łączna | SD | SD    | FD  | FD    |
| ---- | ----------------------------------- | ----------------------- | ----------- | -- | ----- | --- | ----- |
| 1    | Natalia Kaliszek / Maksym Spodyriew | MKS Axel Toruń          | 154,24      | 1  | 60,55 | 1   | 93,69 |
| WD   | Justyna Plutowska / Jérémie Flemin  | GKS Stoczniowiec Gdańsk | DNF         | 2  | 48,30 | DNF | DNF   |

### Kategoria juniorów
| Konkurencja   | Złoto                                              | Srebro                                          | Brąz                                           | Źr.    |
| Soliści       | Ryszard Gurtler UKŁF Ochota Warszawa               | Eryk Matysiak MKŁ Łódź                          | Kornel Witkowski ŁTŁF Łódź                     | [ 11 ] |
| Solistki      | Lucyna Okhrem UKŁF Ochota Warszawa                 | Aleksandra Rudolf MKS Axel Toruń                | Agnieszka Rejment MKS Axel Toruń               | [ 12 ] |
| Pary taneczne | Anastasija Polibina / Radosław Barszczak ŁTŁF Łódź | Ołeksandra Borysowa / Cezary Zawadzki ŁTŁF Łódź | Jenna Hertenstein / Damian Binkowski ŁTŁF Łódź | [ 13 ] |

### Kategoria Advanced Novice
Pary taneczne w kategorii Advanced Novice wykonywały dwa tzw. pattern dance – European Waltz i Tango.
| Konkurencja   | Złoto                                         | Srebro                                                     | Brąz                                      | Źr.    |
| Soliści (I)   | Jakub Lofek UKŁF Unia Oświęcim                | Jakub Rosłaniec UKŁF Ochota Warszawa                       | Kamil Grabkowski UKS Szóstka Elbląg       | [ 16 ] |
| Soliści (II)  | Kornel Witkowski ŁTŁF Łódź                    | Jan Kołakowski UKŁF Ochota Warszawa                        | Piotr Wiśniewski MKS Axel Toruń           | [ 17 ] |
| Solistki (I)  | Amelia Wojtyńska UKŁF Ochota Warszawa         | Martyna Wąsińska UKŁF Ochota Warszawa                      | Natalia Koziejowska FSA Warszawa          | [ 18 ] |
| Solistki (II) | Paulina Hryniewicz UIKŁF Piruette Opole       | Aleksandra Rudolf MKS Axel Toruń                           | Celina Sudnik ŁTŁF Łódź                   | [ 19 ] |
| Pary taneczne | Julia Gajek / Dawid Kłodziński MKS Axel Toruń | Oliwia Borowska / Filip Bojanowski GKS Stoczniowiec Gdańsk | Vanessa Sasin / Krystian Piaśny ŁTŁF Łódź | [ 20 ] |